# وینستون (میسوری)
وینستون (به انگلیسی: Winston) یک روستا (ایالات متحده آمریکا) در ایالات متحده آمریکا است که در شهرستان دیویس، میزوری واقع شده‌است.
 وینستون ۰٫۸۰ کیلومتر مربع مساحت و ۲۵۹ نفر جمعیت دارد و ۳۲۰ متر بالاتر از سطح دریا واقع شده‌است.